# 에히메 아사히 TV
에히메 아사히 TV는 1995년 4월 1일 개국한 에히메현의 4번째 민영 텔레비전 방송국이다.
약칭은 eat, 콜사인은 JOEY-DTV이다.

## 연혁
- 1994년 4월 8일 설립.
- 1995년 1월 25일 표준 텔레비전 방송 시험 전파 발사 개시.
- 1995년 3월 25일 서비스 방송 개시.
- 1995년 4월 1일 개국·본방송 개시.
- 2005년 4월 1일 국 로고를 「EAT」에서 「eat」로 변경.
- 2006년 6월 1일　지상파 디지털 텔레비전 시험 전파 발사
- 2006년 10월 1일 지상파 디지털 텔레비전 방송 개시.
- 2011년 7월 24일 지상파 아날로그 텔레비전 방송 종료

## 특징
- 서비스 방송 10일전부터 열차에서 찍은 영상에 BGM을 입힌 '고향 연선 스케치'라는 프로그램을 만들어 방송했다.
- 민간방송 교육협회 프로그램은 난카이 방송이 교육협회에서 탈퇴하지 않았기 때문에 이행되지 않았다.

## 에히메현에 있는 다른 텔레비전·라디오 방송국
- NHK 마쓰야마 방송국
- 난카이 방송(RNB)(TV는 니혼 TV 계열국, 라디오는 JRN&NRN계열국)
- 아이 TV(ITV)(도쿄 방송 계열)
- TV 에히메(EBC)(후지 TV 계열)
- FM에히메(JFN 계열)